# ОСТОН — завод имени С. М. Кирова
ОСТОН — завод имени С. М. Кирова (Хабаровский судостроительный и механический завод им. Кирова или Завод № 368) — в советское время один из крупнейших судостроительных заводов Дальнего Востока, специализировавшийся на строительстве кораблей и судов военно-морского флота ВС Союза и судов разных классов гражданского назначения.
С развалом Союза ССР начал приходить в упадок и через десять лет был закрыт.

## История
- В 1931 году — начато строительство завода.
- В 1932 году — введён в эксплуатацию как монтажная площадка для сборки судов, поставляемых в разобранном виде Балтийским и другими заводами, под названием Осиповский затон («Остон»). Завод в ведении Народного комиссариата тяжёлой промышленности Союза ССР.
- С 1934 года — Осиповский затон переименован в Хабаровский судостроительный и механический завод, перейдя в ведение Главного управления морской судостроительной промышленности Народного комиссариата тяжёлой промышленности Союза ССР
- В 1935 году — заводу присвоен № 368, а 17 апреля Постановлением ЦИК Союза ССР № 181 присвоено имя С. М. Кирова. В следующем году передан в ведение Главного управления речной судостроительной промышленности Народного комиссариата тяжёлой промышленности Союза ССР.
- С августа 1937 года — в ведении Главного управления речной судостроительной промышленности Народного комиссариата машиностроения Союза ССР.
- С 1939 года — передан в ведение Народного комиссариата (с марта 1946 года — министерство) судостроительной промышленности Союза ССР.
- С июня 1957 года — передан Хабаровскому совнархозу.
- С 1965 года — в ведении Министерства судостроительной промышленности Союза ССР.
- В мае 1994 года завод преобразован в АООТ «Остон», а в октябре 1996 года АООТ преобразовано в ОАО «Остон-завод имени С. М. Кирова».
- 6 декабря 2001 года — Решением Арбитражного суда Хабаровского края ОАО «Остон-завод имени С. М. Кирова» было признано несостоятельным (банкротом), открыто конкурсное производство, назначен конкурсный управляющий. Конкурсное производство было завершено определением Арбитражного суда от 24 ноября 2003 года.[5][6]

## Деятельность
| Список построен в хронологическом порядке. \| Проект \| Дата \| Наименование \| Рег. № \| Место приписки \| \| ---------------------------------- \| ------- \| --------------------- \| ------- \| ---------------------------------------------- \| \| Проект 229, тип Алатырь \| — \| «Профессор Коновалов» \| — \| Россия \| \| Проект А45-2 \| ??.1954 \| «Кихну» («Виледь») \| М-22002 \| Мурманск (Таллин (приписка неизвестна — СССР)) \| \| Тип РС-300, проект 388 \| ??.1957 \| РС-833 «Мармарик» \| М-22048 \| Невельск \| \| Проект 583, тип Амур \| ??.1958 \| «Амур» \| — \| Корсаков \| \| Проект 395, тип Бологое \| ??.1961 \| «Кинешма» \| М-12119 \| Петропавловск-Камчатский \| \| Тип Маяк, проект 502А, тип Нереида \| ??.1964 \| «Нереида» \| М-12241 \| Находка \| \| Тип Маяк, проект 502, тип Маяк \| ??.1965 \| СРТМ 8-415 \| — \| Владивосток \| \| Тип Маяк, проект 502, тип Маяк \| ??.1966 \| СРТМ 8-456 \| М-12269 \| Владивосток \| \| Тип Маяк, проект 502, тип Маяк \| 12.1967 \| «Таманго» \| 671393 \| Петропавловск-Камчатский \| \| Тип Маяк, проект 502М, тип Ольга \| 08.1968 \| «Ольга» \| М-12295 \| Охотск (Находка) \| |         |                       |         |                                                |
| Проект | Дата    | Наименование          | Рег. №  | Место приписки                                 |
| Проект 229, тип Алатырь | —       | «Профессор Коновалов» | —       | Россия                                         |
| Проект А45-2 | ??.1954 | «Кихну» («Виледь»)    | М-22002 | Мурманск (Таллин (приписка неизвестна — СССР)) |
| Тип РС-300, проект 388 | ??.1957 | РС-833 «Мармарик»     | М-22048 | Невельск                                       |
| Проект 583, тип Амур | ??.1958 | «Амур»                | —       | Корсаков                                       |
| Проект 395, тип Бологое | ??.1961 | «Кинешма»             | М-12119 | Петропавловск-Камчатский                       |
| Тип Маяк, проект 502А, тип Нереида | ??.1964 | «Нереида»             | М-12241 | Находка                                        |
| Тип Маяк, проект 502, тип Маяк | ??.1965 | СРТМ 8-415            | —       | Владивосток                                    |
| Тип Маяк, проект 502, тип Маяк | ??.1966 | СРТМ 8-456            | М-12269 | Владивосток                                    |
| Тип Маяк, проект 502, тип Маяк | 12.1967 | «Таманго»             | 671393  | Петропавловск-Камчатский                       |
| Тип Маяк, проект 502М, тип Ольга | 08.1968 | «Ольга»               | М-12295 | Охотск (Находка)                               |